# Жозе Мануел Пінту Тейшейра
Жозе Мануель Пінту Тейшейра (порт. José Manuel Pinto Teixeira; народився 1952 року у Португалії) — португальський дипломат, голова представництва Європейського Союзу в Україні (із 16 жовтня 2008 по 1 вересня 2012).

## Освіта
Народився 14 серпня 1952 року в Португалії. Закінчив Військово-морську академію, служив у ВМФ Португалії. Вчився в Лісабонському технічному університеті, а післядипломну освіту отримав в Норвезькому технічному університеті і Лондонській школі економічних і політичних наук.

## Кар'єра
У 1976–1977 — інженер проекту з питань проектування санітарно-технічних споруд.
У 1978–1981 — інженер проекту в Адміністрації Південноафриканських залізниць і гаваней.
У 1981–1983 — менеджер проекту у Республіці Зеленого мису в Саудівській Аравії.
У 1985–1988 — менеджер проекту Норвезького агентства і міжнародного розвитку в Мозамбіку.
У 1988 — генеральний директор DG VIII, стажування для підготовки до служби у Європейській Комісії.
У 1988–1991 — перший секретар Представництва Європейської Комісії у Свазіленді.
У 1991–1992 — член Кабінету. Направлений до Міністерства закордонних прав Португалії під час головування Португалії як радник Європейської
Комісії.
У 1992–1994 — радник і Повірений у справах Представництва Європейської Комісії в Анголі.
У 1994–1995 — керівник сектору з питань Співдружності Незалежних Держав.
У 1996 — заступник керівника відділу № 1 Бюро з питань гуманітарної допомоги Європейської Комісії.
У 1997–1998 — Голова Місії Бюро з питань гуманітарної допомоги Європейської Комісії в Боснії і Герцеговині та Хорватії.
З 1998 по 2002 рік він був послом Єврокомісії в колишній югославській Республіці Македонії, а з 2002 по 2005 рік обіймав цю ж посаду в Республіці Мозамбік.
У 2006 — керівник відділу DEV/02 з питань панафриканських відносин.
У 2006–2008 — керівник відділу DEV/Е/3 з питань відносин з південноафриканськими країнами та регіоном.
16 жовтня 2008 року Жозе Тейшера призначений послом Європейської комісії, а також головою представництва Європейського Союзу в Києві. У 2012 році в рамках ротації очолив представництво Європейського Союзу у Кабо-Верде.